# Luis Castedo Expósito
Luis Castedo Expósito, nacido en Ortigueira, La Coruña, España, el 4 de diciembre de 1938, es un químico español que fue catedrático de Química Orgánica de la Universidade de Santiago y, después de su jubilación, catedrático emérito, y director general de Universidades de la Junta de Galicia.
Es el padre del catedrático de la Universidad de La Coruña Luis Castedo Ribas.

## Biografía

### Formación
Al acabar los estudios primarios, sus padres, Manuel Castedo Vilela y Elena Expósito Sordo, que fue maestra durante 30 años en Cétigos, lo enviaron a La Coruña, donde cursó el bachillerato y, por influencia materna, también la carrera de Magisterio. Con su formación profesional concluida, a Luis le advirtieron que aún era demasiado joven para poder opositar. Esto llevó al joven maestro a trasladarse a Santiago de Compostela para estudiar una segunda carrera, que fue la de Químicas; su elección se debió, como él mismo confesó años más tarde, a que «le gustaban las ciencias, y esta era la única carrera científica que había en Galicia».
Así, se licenció en Ciencias Químicas, en 1962, con premio extraordinario, en la Universidad de Santiago de Compostela, donde también se doctoró, en 1966, así mismo alcanzando el premio extraordinario, con una tesis dirigida por el profesor Ignacio Ribas Marqués. titulada "Contribución a la estructura de la retamina: síntesis, configuración absoluta y conformación". Posteriormente, y con becas de estudio del Ministerio de Educación, Cultura y Deporte de España y de la Fundación Juan March, inició una etapa de investigación trabajando durante tres años en la Universidad de Cambridge investigando en el Departamento de Química dirigido por el Premio Nobel de Química Alexander Robertus Todd. Allí desarrolló un proyecto de investigación enmarcado en la síntesis total de alcaloides indólicos bajo la supervisión del eminente investigador John Harley-Mason. Finalizada su etapa posdoctoral, regresó a la USC como profesor adjunto en 1970 y, en 1972 obtuvo la plaza de catedrático de Química Orgánica Biológica de la Universidad del País Vasco (entonces denominada Universidad de Bilbao), donde desarrolló importantes trabajos hasta su regreso a la academia santiaguesa, en 1975, para cubrir la cátedra vacante de Química Orgánica de la Facultad de Química, universidad en la que hoy es profesor emérito.

### Investigación
Luis Castedo inició su carrera científica en la prestigiosa Escuela Compostelana de Productos Naturales creada por el profesor Ignacio Ribas llevando a cabo, en primer lugar, estudios de aislamiento y elucidación estructural de alcaloides, sustancias nitrogenadas que sintetizan las plantas a partir de aminoácidos y que en su mayoría poseen una acción fisiológica intensa en los animales, por lo que son muy utilizados en medicina para tratar problemas de la mente, calmar el dolor y contra el cáncer (ejemplos serían la cocaína, la morfina, la quinina o la nicotina).
El grupo de investigación que creó Castedo se convirtió en uno de los más dinámicos de la USC, con 75 tesis de doctorado dirigidas o codirigidas y más de 500 publicaciones en las revistas científicas más prestigiosas del mundo.

Los estudios fitoquímicos del profesor Castedo se llevaron a cabo principalmente en plantas de la flora de Galicia con la finalidad de aprovechar y potenciar estos recursos naturales. Como consecuencia de las investigaciones se aislaron un gran número de nuevos alcaloides bautizados en gran parte con nombres gallegos. Así surgieron los nuevos alcaloides arosina, arosinina, luguina, celtina, celtisina, breoganina, oxocompostelina, noiaína e viguina (como él mismo reconoció, «esta fue su peculiar forma de dar a conocer Galicia en el ámbito científico fuera de nuestras fronteras), así como catalina, ribasina e ribasidina.
Dado que muchos de estos nuevos alcaloides se encuentran en muy pequeña cantidad en las plantas, otra de las líneas de investigación del grupo del profesor Castedo se dirigió al desarrollo de nuevos métodos de síntesis para obtener los nuevos productos naturales en cantidad suficiente para poder determinar su actividad biológica.
La filosofía de trabajo del profesor Castedo, uno de los máximos responsables del progreso de la química orgánica española en las últimas décadas, influyó de manera decisiva en varias generaciones de químicos españoles y "fue crucial" para la formación de un gran número de profesores e investigadores de reconocido prestigio internacional. La actividad investigadora del profesor Castedo se centró en la síntesis de productos naturales, muchos de ellos con actividad biológica probada (por ejemplo, metabolitos de la vitamina D), en el estudio de reacciones de ciclopolimerización de arinos y metátesis de dieninos e en la síntesis y ensamblaje de péptidos cíclicos y, finalmente, en el diseño de péptidos para el reconocimiento del genoma y de nanotubos peptídicos, así como en el desarrollo de estrategias sintéticas para la síntesis de compuestos antitumorales, herbicidas, y carboazúcares inhibidores de glicosidasas y antibióticos.
El doctor Castedo fue profesor visitante en la Universidad de California y en el Scripps Research Institute (USA).

### Cargos académicos
Castedo ha ocupado los cargos de:
- Director del Departamento de Química de la Universidad de Bilbao.
- Director del Departamento de Química Orgánica de la USC.
- Director del Colegio Universitario de Orense.
- Decano de la Facultad de Química de la USC.

Asimismo, fue presidente del Grupo de Química Orgánica de la Real Sociedad Española de Química.

### En política
El prestigio y las capacidades de Castedo no quedaron confinadas al ámbito científico, sino que también fueron apreciados por personas ajenas, en el ámbito de la política. Castedo fue requerido por la Consejería de Educación, Cultura y Ordenación Universitaria de la Junta de Galicia, María Jesús Sáinz, para hacerse cargo de la Dirección general de Ordenación Universitaria y Política Científica de la Junta de Galicia, puesto en el que sería ratificado por sus sucesores Xavier Suárez Vence y Aniceto Núñez García.
Un hecho transcendental de su período en la Junta de Galicia fue la transferencia de las competencias educativas del Estado a la Comunidad Autónoma, relevante acontecimiento que se produjo durante la presidencia de Gerardo Fernández Albor, y con Carlos Pajares como rector de la USC. Esta nueva facultad posibilitaría que durante el siguiente gobierno de la Junta, presidido por Fernando González Laxe, se pudiera tramitar una Ley universitaria propia, que sería conocida por el acrónimo LOSUGA (Lei de Ordenación do Sistema Universitario de Galicia), y en la que Luis Castedo tendría un papel muy relevante. Entre las consecuencias más sobresalientes surgidas del nuevo marco legal estuvo el proceso de implantación de las universidades de Vigo y La Coruña, y con ellas de varios campus en toda Galicia, que permitieron acercar la enseñanza superior a un grupo muy importante de jóvenes. De hecho, hasta el momento en que se crearon las nuevas universidades, la población universitaria del campus compostelano oscilaba entre los 35 000 y los 40 000 estudiantes, una cifra que a partir de entonces se vería ampliamente superada hasta casi alcanzar los cien mil alumnos.

## Algunas publicaciones

### Artículos en revistas
El profesor Castedo publicó, entre otros, los siguientes artículos en revistas científicas:
- "Contribución a la estructura de la retamina: síntesis, configuración absoluta y conformación", en Nova Acta Científica Compostelana. Bioloxía, ISSN 1130-9717, N.º 2, 1967, págs. 65-86.
- "Algunos aspectos en la espectroscopia I.R. de alcaloides quinolizidínicos y derivados: asociación con disolventes acídicos (alcaloides de papilionáceas LX), con Ignacio Ribas Marqués y Ricardo Riguera Vega, en Nova Acta Científica Compostelana. Bioloxía, ISSN 1130-9717, N.º 1, 1974, págs. 23-28.
- "Ácidos, ésteres e hidrocarburos en algas de las costas de Galicia", con Ricardo Riguera Vega, José María Quintela López y Ramón Villalta, en Nova Acta Científica Compostelana. Bioloxía, ISSN 1130-9717, N.º 1-2, 1984, págs. 13-26.
- "Ruthenium-Catalyzed [3+2] Intramolecular Cycloaddition of AIk-5-ynylidenecyclopropanes Promoted by the 'First-Generation' Grubbs Carbene Complex", con Fernando López, Alejandro Delgado, José L. Mascareñas Cid y J. Ramón Rodríguez, en Journal of the American Chemical Society, ISSN 0002-7863, Vol. 126, N.º 33, 2004, págs. 10262-10263.

## Premios y distinciones
- Premio de Investigación de la Real Sociedad Española de Química.[10]
- Premio Galicia de Investigación de la Junta de Galicia (2003).[1][11]
- Padrino de los tres premios Nobel que participaron en el programa ConCiencia,[12] de la USC (Barry Sharpless, Roger D. Kornberg y Ada E. Yonath).[2]
- Presidente del Comité de Asesores Expertos de Ciencias Experimentales de la Agencia para la Calidad del Sistema Universitario de Galicia (ACSUG).
- Miembro del Comité Evaluador de la Agencia Valenciana.[2]
- Ayuda Iberdrola del programa Profesores Visitantes Iberdrola Ciencia y Tecnología (1998).[2]
- Medalla del ICSN (CNRS) (Francia) (2000).[2]
- Medalla de Honor del Instituto Universitario de Bio-Orgánica Antonio González, Universidad de La Laguna.[2]
- Medalla de Plata del Instituto de Química de Sustancias Naturales.[10]
- Insignia de Oro de la Universidad de Santiago de Compostela (2009).[2]
- Insignia Fonseca de la Universidad de Santiago de Compostela (2009).[2]
- Doctor honoris causa de la Universidad del País Vasco (2009).[2]
- Colegiado Distinguido del Colegio Oficial de Químicos de Galicia (2009).[13]
- Premio GEPRONAT[14] a la Excelencia en la Investigación.[6]

## Vida familiar
Luis Castedo se casó con Minia Ribas Barceló, hija de su maestro el profesor Ribas Marqués. El matrimonio tuvo cuatro hijos: Luis, nacido en 1966 en Santiago de Compostela, ingeniero de telecomunicaciones y en la actualidad catedrático de la Facultad de Informática de La Coruña; Ignacio, nacido en Cambridge y que estudió Arquitectura en la Universidad de La Coruña, trabajando en la actualidad como arquitecto en Londres; Catalina, que nació en Santiago de Compostela, donde cursó Ciencias Empresariales y Administración de Empresas (ADE) y, tras pasar varios años en distintas compañías de Irlanda y los Países Bajos, acabó trasladándose a Madrid, donde trabaja en la empresa de bebidas Diageo, y Elena, que nació en Guecho (Vizcaya), formándose en la Facultad de Odontología de la USC, donde se especializó en ortodoncia, y actualmente desempeña su profesión en su clínica de Santiago de Compostela.